# Zwehrenturm

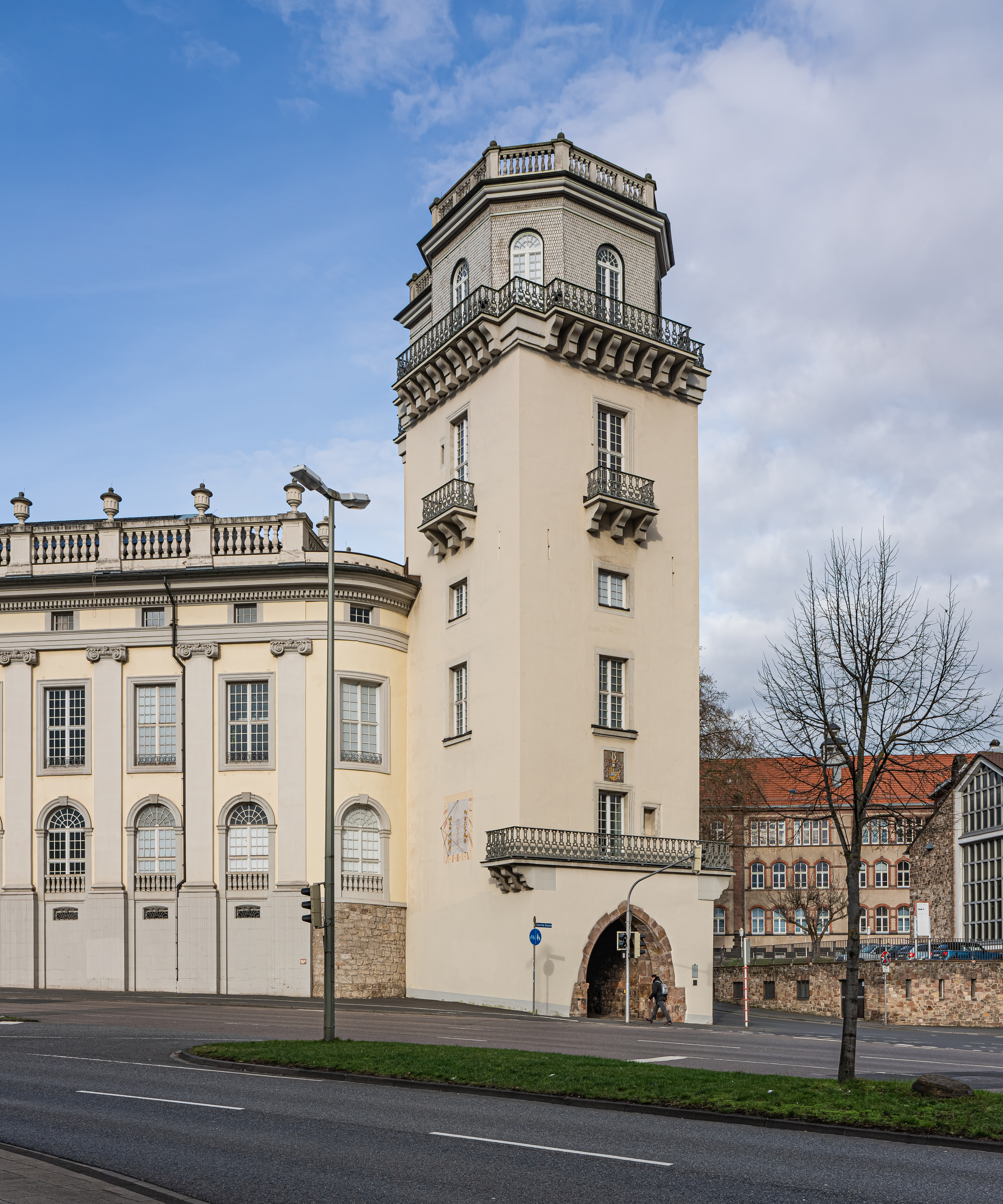
Der Zwehrenturm vom Steinweg gesehen

Der Zwehrenturm, auch Zwehrener Turm genannt, ist ein Überbleibsel der ehemaligen Stadtbefestigung Kassels, die zwischen 1767 und 1774 abgetragen wurde. Er wurde im Jahr 1330 im gotischen Stil erbaut und diente als Stadttor in Richtung Frankfurt. Bis ins 17. Jahrhundert war im unteren Teil des Turms ein Gefängnis für Häftlinge besserer Stände eingerichtet, die meist aus dem Umfeld des hessischen Hofes kamen.
Der Zwehrenturm ist neben dem Druselturm eines der wenigen erhaltenen mittelalterlichen Bauwerke in Kassel. Er steht gegenüber dem Elisabethhospital am oberen Ende des Steinwegs, Ecke Oberste Gasse und dem Beginn der Frankfurter Straße. Bautechnisch ist er in das Museum Fridericianum integriert.

## Stadttor und Gefängnis

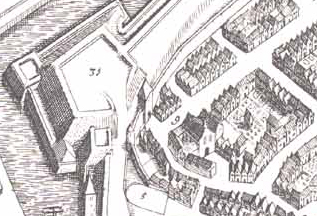
Neben der Bastion der Zwehrenturm. Matthäus Merian, 1648

Der Zwehrenturm ist ein Bestandteil der Stadtmauer des 1330 neu gegründeten Stadtteils Kasseler Freiheit. Der Turm wurde in der frühen Neuzeit in die Stadtbefestigung integriert. Das in seinen Außenmauern bis auf Fensteröffnungen und Dachgeschoss unveränderte Bauwerk trug ursprünglich eine pyramidale Haube. In der engen Durchfahrt des Tores ereigneten sich immer wieder schwere Unfälle, so dass man 1597 das „Neue Tor“ in der Nähe des heutigen Königsplatzes erbaute und das Zwehrener Tor schloss.
Auch wenn der Turm als Gefängnis für höhere Stände diente, war er ähnlich karg ausgestattet wie der Druselturm. In einem Inventar von 1612 tauchen lediglich zwei Bänke, ein Tisch und ein kleiner Ofen auf. Im Magazin des Hessischen Landesmuseums soll sich eine Folterbank aus dem Turm befinden. Bis 1639 durchfloss die Drusel das Tor und ergoss sich dort in den Befestigungsgraben. Wohl im Zuge von Umbauarbeiten wurde 1554 ein landesherrliches Wappenrelief an der Ostfront angebracht.

## Observatorium

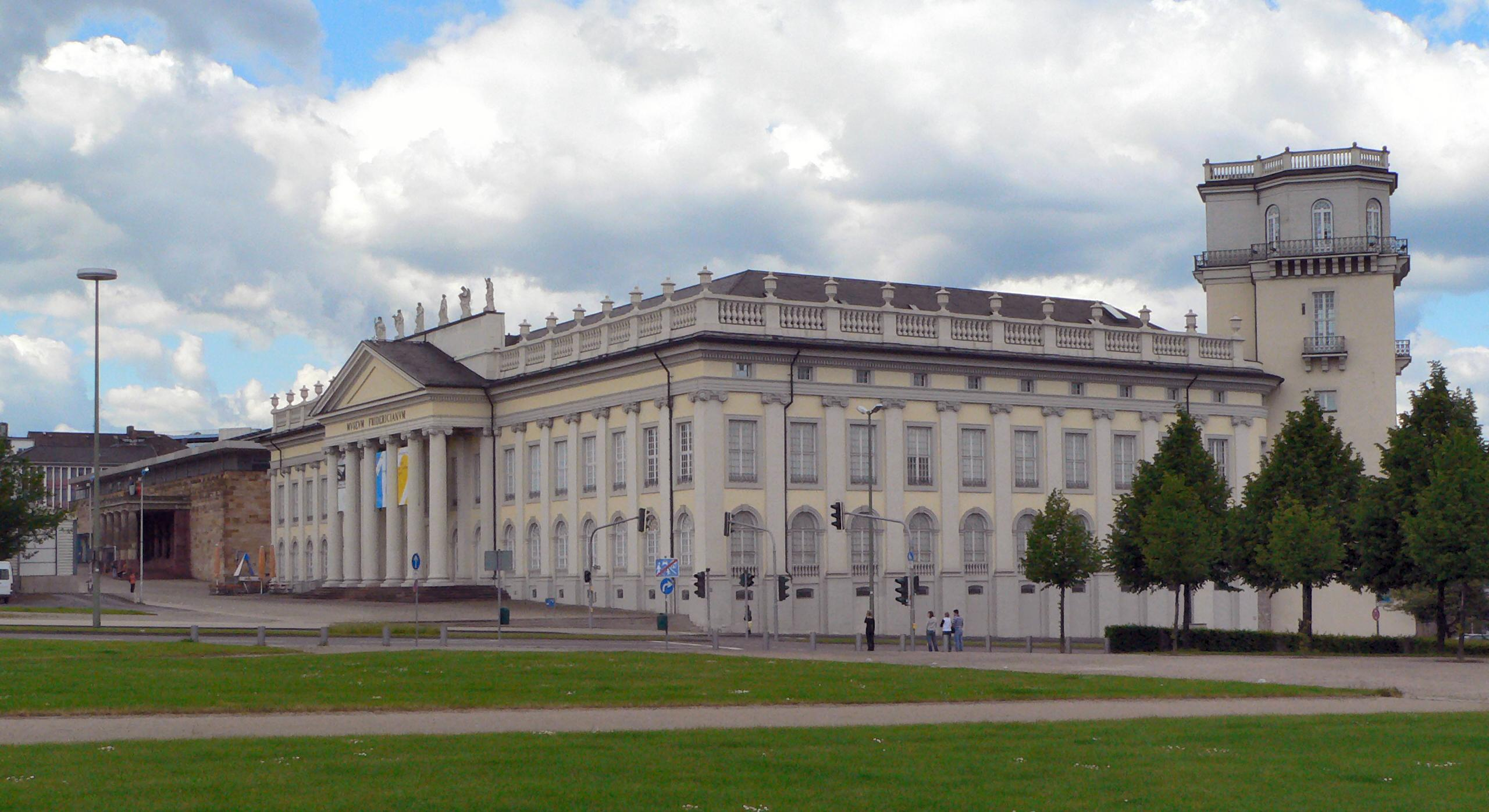
Fridericianum mit Zwehrenturm

Im Jahr 1709 ließ Landgraf Karl den Turm zu einer Sternwarte mit drehbarer Kuppel umbauen. Die bisherige Sternwarte im Landgrafenschloss wurde in den Zwehrenturm verlagert. Bereits 1714 ließ Karl das heutige Palais Bellevue als neue größere Sternwarte erbauen. Wie stark der Zwehrenturm später noch genutzt wurde, ist unklar. Die durch Laufräder und eine Handkurbel drehbare Kuppel soll sich wegen ihrer starken Schwankungen nicht bewährt haben. Das Drehwerk wurde später in die Kuppel des Ottoneums eingebaut.
Landgraf Friedrich II. ließ im Jahr 1779 die Sternwarte mit dem neu erbauten Fridericianum verbinden. Der Kuppelhelm wurde abgebrochen und von Simon Louis du Ry durch den heute noch vorhandenen oktogonalen Observatoriumsraum ersetzt. Die Glocken des Turms wurden dabei in den neuen Dachreiter der Garnisonkirche versetzt. Noch bis 1913 befand sich in diesem astronomischen Turm die astronomische Sammlung, die nun Bestandteil des Astronomisch-Physikalischen Kabinetts ist.

## Heutige Nutzung
Die Räume des Turms werden im Museumsbetrieb der Kunsthalle Fridericianum genutzt. Zur documenta 6 im Jahr 1977 wurde auf dem Zwehrenturm ein Teil der Laserinstallation des Düsseldorfer Künstlers Horst H. Baumann errichtet, die den Zwehrenturm, die Orangerie und den Herkules mit Laserstrahlen verbindet. Später wurde die Installation als Laserscape Kassel reaktiviert und ist in modifizierter Form bis heute in Betrieb.
Während der documenta 14 vom 8. April bis zum 17. September 2017 ist der Turm Standort von Daniel Knorrs Kunstwerk Expiration Movement: Fünf Rauchmaschinen erzeugen täglich weiße Rauchschwaden, die laut dem Künstler wahlweise an den weißen Rauch beim Ende einer Papstwahl, rauchende Fabrikschornsteine oder die Bücherverbrennung während der NS-Zeit erinnern können.